# Geoff Thompson (Autor)

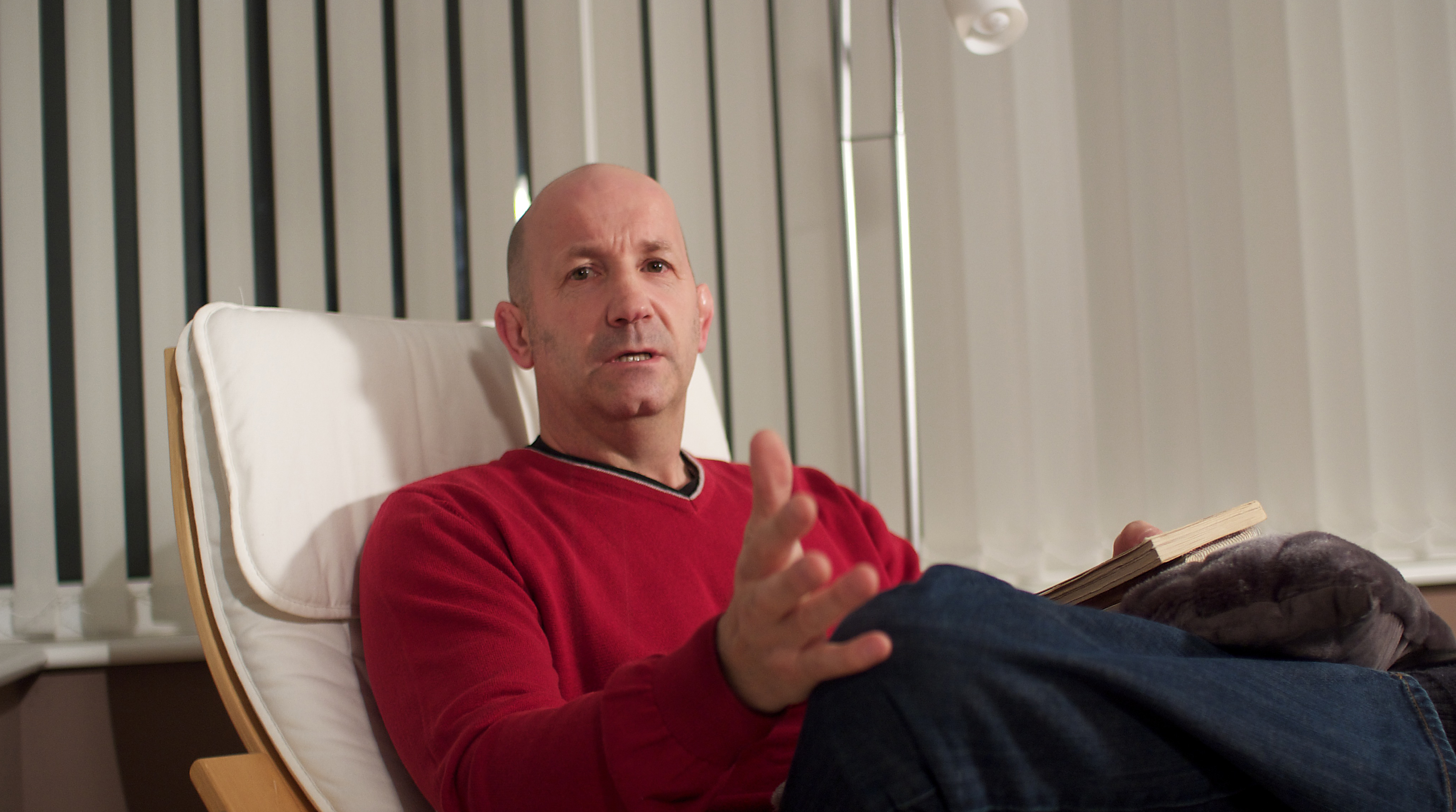
Geoff Thompson

Geoff Thompson (* 1960 in Coventry, England) ist ein Buchautor und Selbstverteidigungsexperte.
Thompson hat einen schwarzen Gürtel in Judo und Karate.
Er hat einige Sachbücher über seine Erfahrungen als Türsteher veröffentlicht, die das Thema Selbstverteidigung, Angstbewältigung und Kampfkunst behandeln. Darüber hinaus hat er einige Filme veröffentlicht. 2004 gewann er mit seinem Film Brown Paper Bag einen BAFTA-Award in der Kategorie „Bester Kurzfilm“. Für den 2009 erschienenen Film Clubbed schrieb er das Drehbuch, ebenso für das Filmdrama Romans – Dämonen der Vergangenheit der Brüder Ludwig und Paul Shammasian aus dem Jahr 2017.

## Werke
deutsch
- Die Angst als Freund außergewöhnlicher Menschen, Burg/Fehmarn : Wu-Shu-Verlag Kernspecht, 2005
- Die Tür, Burg/Fehmarn: Wu-Shu-Verl. Kernspecht, 2002

englisch
- Watch My Back, Summersdale, 2009, ISBN 978-1-84024-716-9
- Three Second Fighter: Sniper Option, Summersdale, 2005, ISBN 978-1-84024-459-5
- Dead or Alive: The Choice Is Yours: The Definitive Self-Protection Handbook, Paladin, 1997, ISBN 978-0-87364-914-8